# Jeff Adamson
Jeffrey "Jeff" Adamson (ur. 1 kwietnia 1985) – kanadyjski zapaśnik w stylu wolnym. Zajął 30 miejsce na mistrzostwach świata w 2011. Brązowy medalista mistrzostw panamerykańskich i igrzysk panamerykańskich w 2011 roku. Zawodnik University of Saskatchewan.